# Curling aux Jeux olympiques de 1992
Pour des articles plus généraux, voir Curling aux Jeux olympiques et Jeux olympiques d'hiver de 1992.
Navigation
Calgary 1988
(démonstration) Nagano 1998
Le Curling aux jeux olympiques d'Albertville se déroula du 18 février au 23 février 1992.
Le Curling est présenté en démonstration sur le site de Pralognan-la-Vanoise mais en raison de problèmes de glace (deux pistes sur quatre étaient impraticables), le tournoi fut divisé en deux groupes débouchant sur des plays-off.

## Podiums
| Épreuves                   | Or                                                                                                 | Argent                                                                                              | Bronze                                                                                  |
| -------------------------- | -------------------------------------------------------------------------------------------------- | --------------------------------------------------------------------------------------------------- | --------------------------------------------------------------------------------------- |
| Hommes résultats détaillés | Suisse (SUI) Urs Dick(cap) Jürg Dick Robert Hürliman Thomas Kläy x-Peter Däppen                    | Norvège (NOR) Tormod Andreassen(cap) Stig-Arne Gunnestad Flemming Davanger Kjell Berg x-Pål Trulsen | États-Unis (USA) Tim Somerville(cap) Mike Strum Bud Somerville Bill Strum x-Bob Nichols |
| Femmes résultats détaillés | Allemagne (GER) Andrea Schöpp(cap) Stephanie Mayer Monika Wagner Sabine Hutt x-Christiane Scheibel | Norvège (NOR) Dordi Nordby(cap) Hanne Pettersen Mette Halvorsen Anne Jøtunx x-Marianne Aspelin      | Canada (CAN) Julie Sutton Jodie Sutton Melissa Soligo Karri Wilms x-Elaine Dagg-Jackson |

## Hommes

### Qualification

#### Poule A
| Pays            | Skip              | G | P |
| --------------- | ----------------- | - | - |
| Norvège         | Tormod Andreassen | 3 | 0 |
| Suisse          | Urs Dick          | 2 | 1 |
| Grande-Bretagne | Hammy McMillan    | 1 | 2 |
| Australie       | Hugh Millikin     | 0 | 3 |

- 1re journée
  -  Norvège 11:3  Suisse
  -  Royaume-Uni 9:6  Australie
- 2e journée
  -  Suisse 7:3  Australie
  -  Norvège 6:1  Royaume-Uni
- 3e journée
  -  Norvège 11:1  Australie
  -  Suisse 6:5  Royaume-Uni

#### Poule B
| Pays       | Skip                 | G | P |
| ---------- | -------------------- | - | - |
| Canada     | Kevin Martin         | 3 | 0 |
| États-Unis | Bud Somerville       | 2 | 1 |
| France     | Dominique Dupont-Roc | 1 | 2 |
| Suède      | Dan-Ola Eriksson     | 0 | 3 |

- 1re journée
  -  Canada 7:3  États-Unis
  -  France 8:3  Suède
- 2e journée
  -  États-Unis 8:4  Suède
  -  Canada 5:4  France
- 3e journée
  -  Canada 10:5  Suède
  -  États-Unis 6:4  France

### Demi-finales
- Places d'honneur:
  - 7e/8e :  Australie 8:6  Suède
  - 5e/6e :  Royaume-Uni 6:4  France
- Demi-finale
  -  Canada 8:5  Suisse
  -  Norvège 8:3  États-Unis
- Petite finale
  -  États-Unis 9:2  Canada

### Finale
| Équipe  | 1 | 2 | 3 | 4 | 5 | 6 | 7 | 8 | 9 | 10 | Final |
| Suisse  | - | - | - | - | - | - | - | - | - | -  | 7     |
| Norvège | - | - | - | - | - | - | - | - | - | -  | 6     |

## Femmes

### Qualification

#### Poule A
| Pays            | Skip            | G | P |
| --------------- | --------------- | - | - |
| Allemagne       | Andrea Schöpp   | 2 | 1 |
| Norvège         | Dordi Nordby    | 2 | 1 |
| Grande-Bretagne | Jackie Lockhart | 2 | 1 |
| Japon           | Mayumi Seguchi  | 0 | 3 |

- 1re journée
  -  Norvège 3:7  Allemagne
  -  Royaume-Uni 10:3  Japon
- 2e journée
  -  Allemagne 9:7  Japon
  -  Norvège 5:4  Royaume-Uni
- 3e journée
  -  Allemagne 6:4  Royaume-Uni
  -  Norvège 7:6  Japon

À la fin du tour, trois équipe sont à égalité. On a recours au tie-break
- -  Norvège 9:4  Royaume-Uni
  -  Allemagne 5:4  Royaume-Uni

L'équipe du Royaume-Uni n'est pas qualifiée.

#### Poule B
| Pays     | Skip           | G | P |
| -------- | -------------- | - | - |
| Canada   | Julie Sutton   | 3 | 0 |
| Danemark | Helena Blach   | 2 | 1 |
| Suède    | Anette Norberg | 1 | 2 |
| France   | Annick Mercier | 0 | 3 |

- 1re journée
  -  Canada 12:2  Danemark
  -  Suède 14:5  France
- 2e journée
  -  Danemark 8:6  Suède
  -  Canada 4:3  France
- 3e journée
  -  Canada 8:2  Suède
  -  France 5:9  Danemark

### Demi-finales
- Places d'honneur:
  - 7e/8e :  France 9:6  Japon
  - 5e/6e :  Suède 11:7  Royaume-Uni
- Demi-finale
  -  Danemark 5:6  Allemagne
  -  Norvège 9:2  Canada
- Petite finale
  -  Danemark 3:9  Canada

### Finale
| Équipe    | 1 | 2 | 3 | 4 | 5 | 6 | 7 | 8 | 9 | 10 | Final |
| Allemagne | - | - | - | - | - | - | - | - | - | -  | 9     |
| Norvège   | - | - | - | - | - | - | - | - | - | -  | 2     |